# Guinedilda de Cervera
Guinedilda de Cervera fou la primera pobladora de la ciutat de Cervera. La comtessa Ermessenda de Carcassona i el seu fill Berenguer Ramon I, juntament amb la seva muller Sança de Castella, foren els encarregats d'encomanar a Guinedilda, als seus fills i a altres pobladors el repoblament de Cervera i les seves terres.
El seu nom apareix en la Carta de poblament de Cervera, un document que data de l'any 1026 i que actualment es troba a l'Arxiu de la Corona d'Aragó.
L'any 2019 es va canviar el nom del carrer de General Güell de Cervera pel de carrer de Guinedilda, després d'un procés participatiu impulsat per la Paeria de Cervera.